# Suxaméthonium
Le suxaméthonium (ou succinylcholine) est le seul curare dépolarisant utilisé en médecine, sous forme de chlorure ou d'iodure de suxaméthonium (Anectine, Célocurine). Sa puissance et son délai d'action très court permettent de réaliser rapidement et dans d'excellentes conditions l'intubation endotrachéale, ce qui en fait un médicament de choix dans le cadre de la médecine d'urgence, en réanimation et en anesthésie. La brièveté de son action permet une reprise rapide de la respiration, ce qui en fait également un agent utile en cas d'intubation difficile. Toutefois, ses effets adverses, rares mais redoutables, en limitent ses indications.

## Propriétés

### Effets pharmacologiques
Le suxaméthonium est un dimère d'acétylcholine. Il agit en se fixant de façon non compétitive sur les récepteurs nicotiniques au sein de la plaque motrice, entraînant une dépolarisation prolongée de la membrane musculaire et la rendant ainsi inexcitable ; la particularité du suxaméthonium est de résister à l'action de l'acétylcholinestérase qui, de façon physiologique, dégrade l'acétylcholine et annule son effet en quelques millisecondes. À l'inverse, le suxaméthonium reste fixé sur le récepteur, n'étant inactivé par les pseudocholinestérases du plasma qu'après plusieurs minutes.

### Effets cliniques
Le suxaméthonium induit une paralysie totale de la musculature volontaire dans un délai de 30 à 60 secondes et pour une durée brève, n'excédant pas 10 minutes (hors déficit constitutionnel ou acquis en pseudocholinesthérases). En raison de son activité dépolarisante, son premier signe clinique d'action est l'apparition de fasciculations musculaires.

## Utilisation en médecine

### Indications
En raison de son délai d'action exceptionnellement court et de sa faible durée d'action, le suxaméthonium est le curare de choix pour l'intubation en séquence rapide chez un patient préalablement sédaté, en l'absence de contre-indications et dans certaines situations bien codifiées (notamment patients à risque d'inhalation de liquide gastrique comme au cours d'une césariennes en urgence). Le suxaméthonium est indiqué pour la curarisation des patients traités par sismothérapie. Il est également possible, mais non recommandé par la SFAR de l'utiliser pour intuber dans les interventions chirurgicales programmées de courte durée. En contrepartie, il faut lui préférer ou lui adjoindre un curare non dépolarisant pour les interventions nécessitant une curarisation de plus de dix minutes.

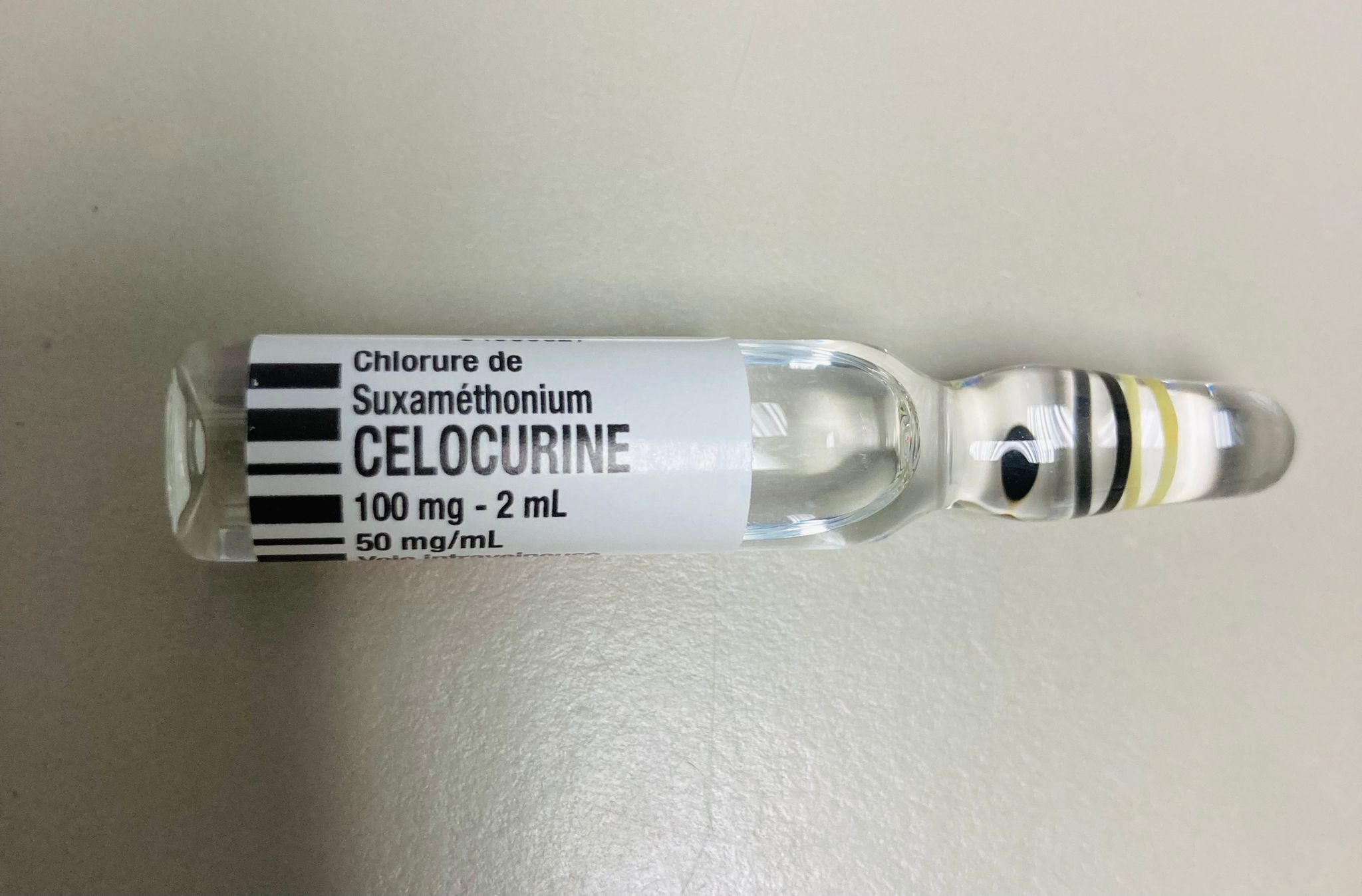
Ampoule de Suxaméthonium ou succinylcholine (Celocurine)

### Contre-indications
Le suxaméthonium ne peut être utilisé qu'en présence de matériel d'anesthésie permettant l'intubation et l'assistance respiratoire. Il est formellement contrindiqué en cas d'hyperkaliémie (risque d'aggravation aigüe avec conséquences cardiaques), d'allergie à ce produit ou à un curare non dépolarisant (risque de choc anaphylactique), d'antécédent personnel ou familial de maladie de l'appareil neuromusculaire (hyperthermie maligne, myopathie, paraplégie…), de déficit en pseudocholinestérases (risque de curarisation prolongée), d'immobilisation prolongée (patients hospitalisés depuis plus de 48 h).

### Effets indésirables
Les effets indésirables du suxaméthonium sont le principal obstacle à son utilisation routinière. Les plus fréquents sont aussi les moins graves : ils sont représentés par la bradycardie [réf. nécessaire] (prévenue par l'atropine), l'hypotension artérielle[réf. nécessaire], le spasme des masséters, l'augmentation transitoire de la pression intraoculaire, intraabdominale et intracrânienne, et par des courbatures au réveil[réf. nécessaire]. Les autres sont bien plus rares, et certains peuvent être fatals : rhabdomyolyse aiguë avec hyperkaliémie massive en cas de fragilité musculaire, réaction allergique pouvant aller jusqu'au choc anaphylactique, déclenchement d'une crise d'hyperthermie maligne chez les sujets prédisposés en cas d'association aux anesthésiques halogénés, curarisation prolongée chez les sujets présentant un déficit en pseudocholinestérases plasmatiques.

## Avancées
Depuis des années la recherche se focalise sur la mise au point d'un curare non-dépolarisant qui présenterait les avantages du suxaméthonium (délai d'action rapide, durée d'action courte, très bonnes conditions d'intubation) sans en avoir les effets indésirables. À ce jour, aucune molécule ne réunit tous ces critères.[réf. nécessaire] En cas de contre-indication au suxaméthonium, le rocuronium (qui agit en 90 secondes) semble actuellement le meilleur choix pour intuber en cas d'estomac plein, au prix d'une curarisation de plus de 40 minutes.

## Divers
Le suxaméthonium fait partie de la liste des médicaments essentiels de l'Organisation mondiale de la santé (liste mise à jour en avril 2013).
L'assassin américain David Davis a tué son épouse Shannon Davis le 23 juin 1981 dans l'Ohio en lui injectant de la succinylcholine dans l'épaule. Après une cavale dans les Samoa américaines, le meurtrier est condamné à l'emprisonnement à perpétuité. Il est mort au sein du service hospitalier de la prison d'Etat de Jackson dans le Michigan, le 9 novembre 2014.
Dans le livre de Tom Clancy, Les Dents Du Tigre, la succinylcholine est mentionnée et utilisée comme un poison très efficace.
Dans Whitechapel, saison 2 épisode 3, les frères Kray entreprennent d'assassiner le capitaine Chandler à l'aide d'une malette piégée au cholure de suxaméthonium.